# Neustift im Mühlkreis
Neustift im Mühlkreis település Ausztriában, Felső-Ausztria tartományban, a Rohrbachi járásban. , területe 20 km².

## Fekvése
Tengerszint feletti magassága 591 méter. Neustift im Mühlkreis Untergriesbach, Wegscheid, Niederwaldkirchen, Pfarrkirchen im Mühlkreis, Hofkirchen im Mühlkreis és Engelhartszell településekkel határos.

## Népesség
Lakosainak száma 1461 fő (2016. január 1.).